# Brax, Haute-Garonne
Brax là một xã thuộc tỉnh Haute-Garonne trong vùng Occitanie, Midi-Pyrénées, về phía tây nam của Pháp. Xã Brax có diện tích 442 ha, nằm gần Toulouse và rừng Bouconne. Xã là một phần của Cộng đồng đô thị đại Toulouse.
Dân số năm 1999 là 2017 người.
Đường nối với Brax là Route Nationale 124 hoặc tuyến SNCF giữa Toulouse và Auch tại nhà ga xe lửa.

## Di tích
Lâu đài đổ nát, Château de Brax, xây vào thế kỷ thứ 13. Trong Chiến tranh thế giới thứ hai, các nhóm kháng chiến Réseau Morhange của Marcel Taillandier sử dụng lâu đài như là trụ sở của nó.

## Hình ảnh

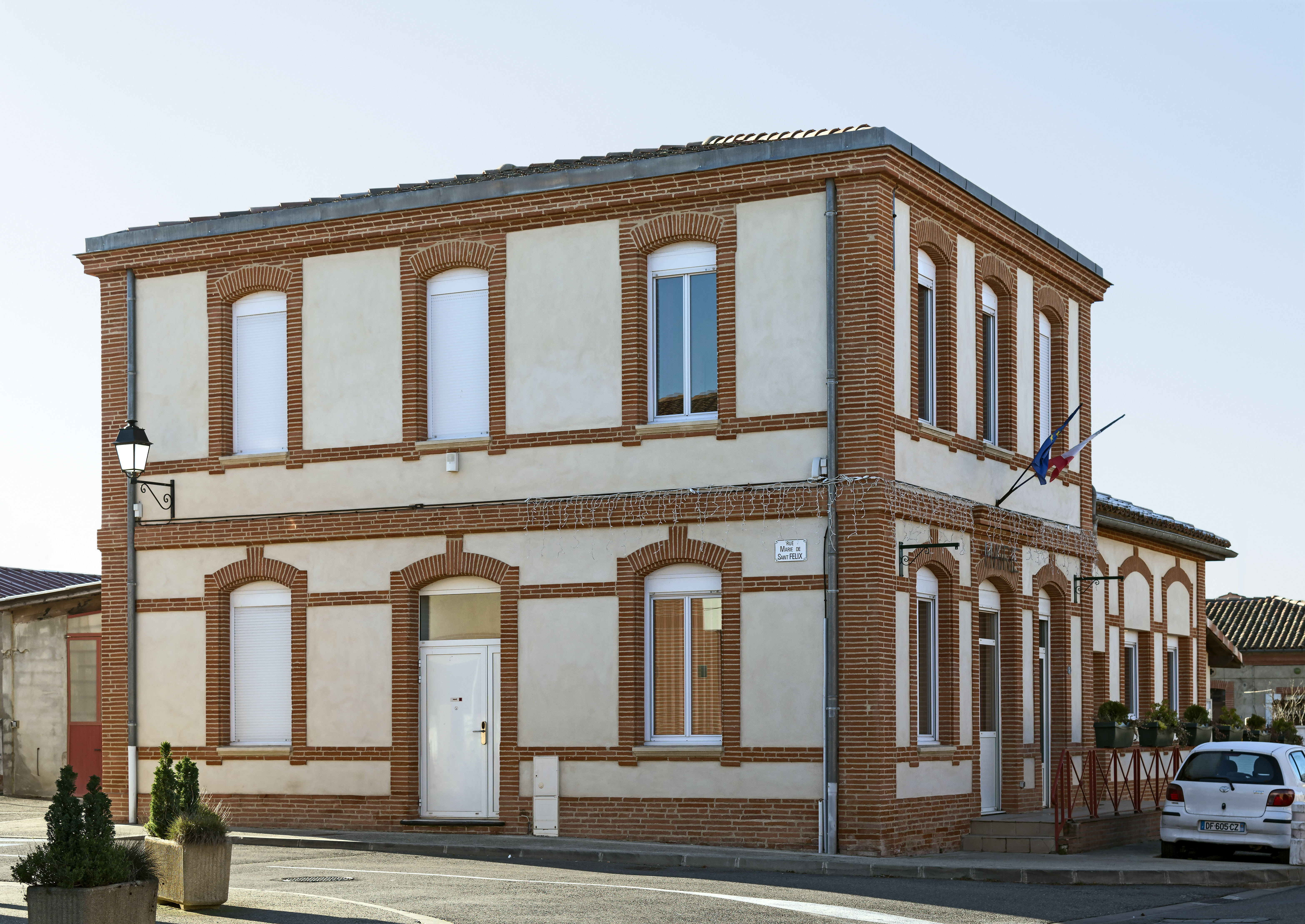
Tòa thị chính.
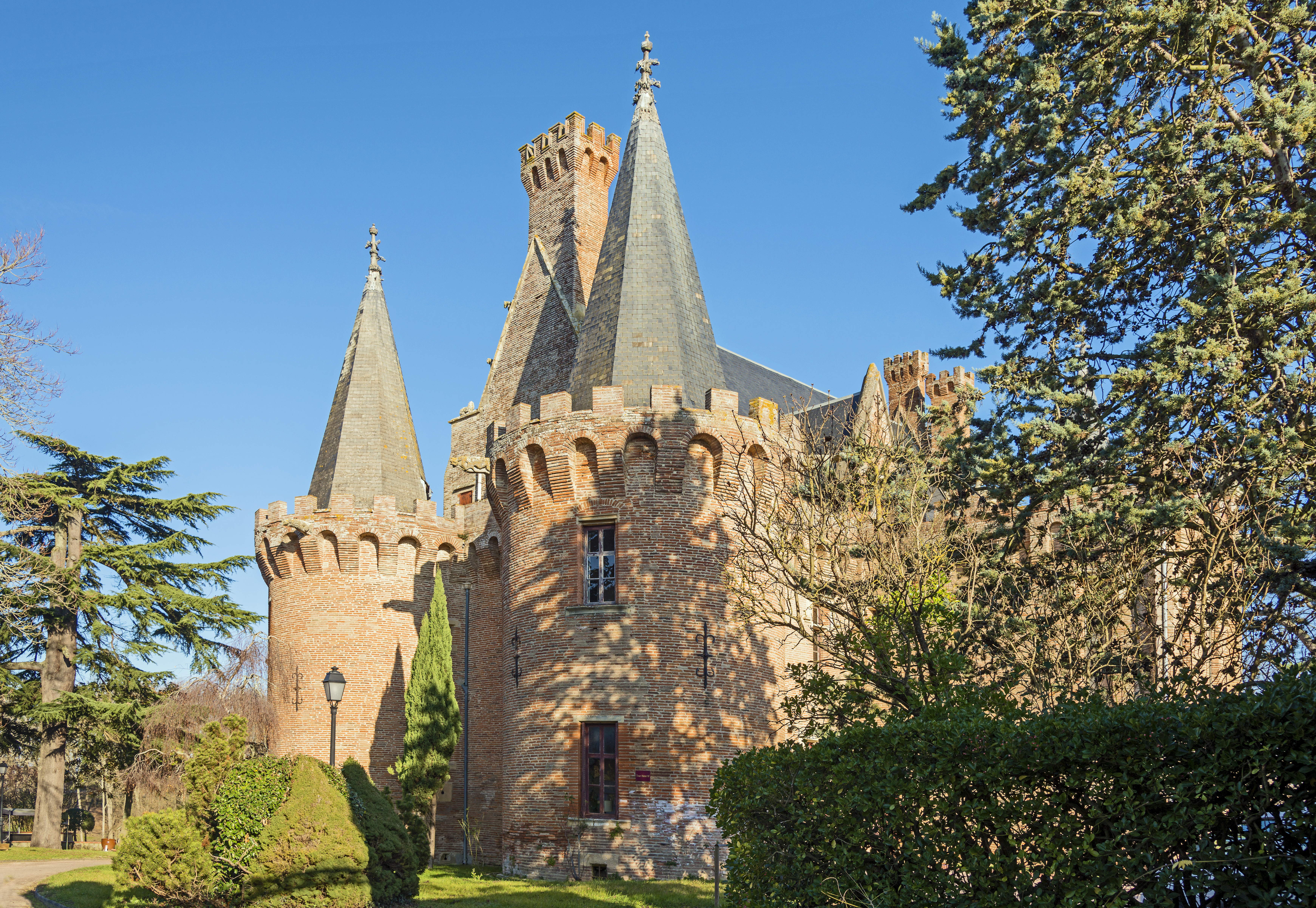
Các lâu đài.
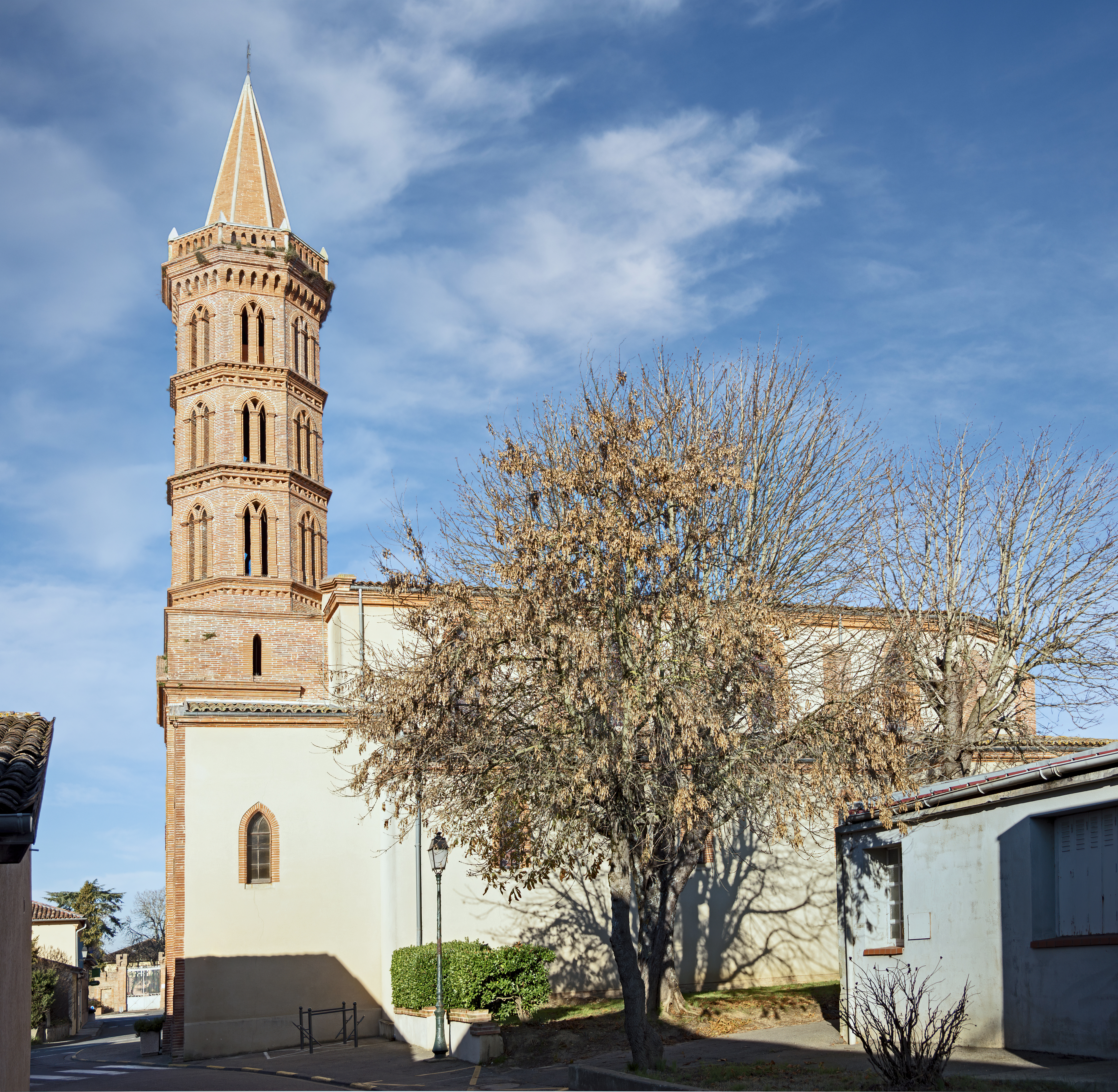
Các nhà thờ Saint-Orens
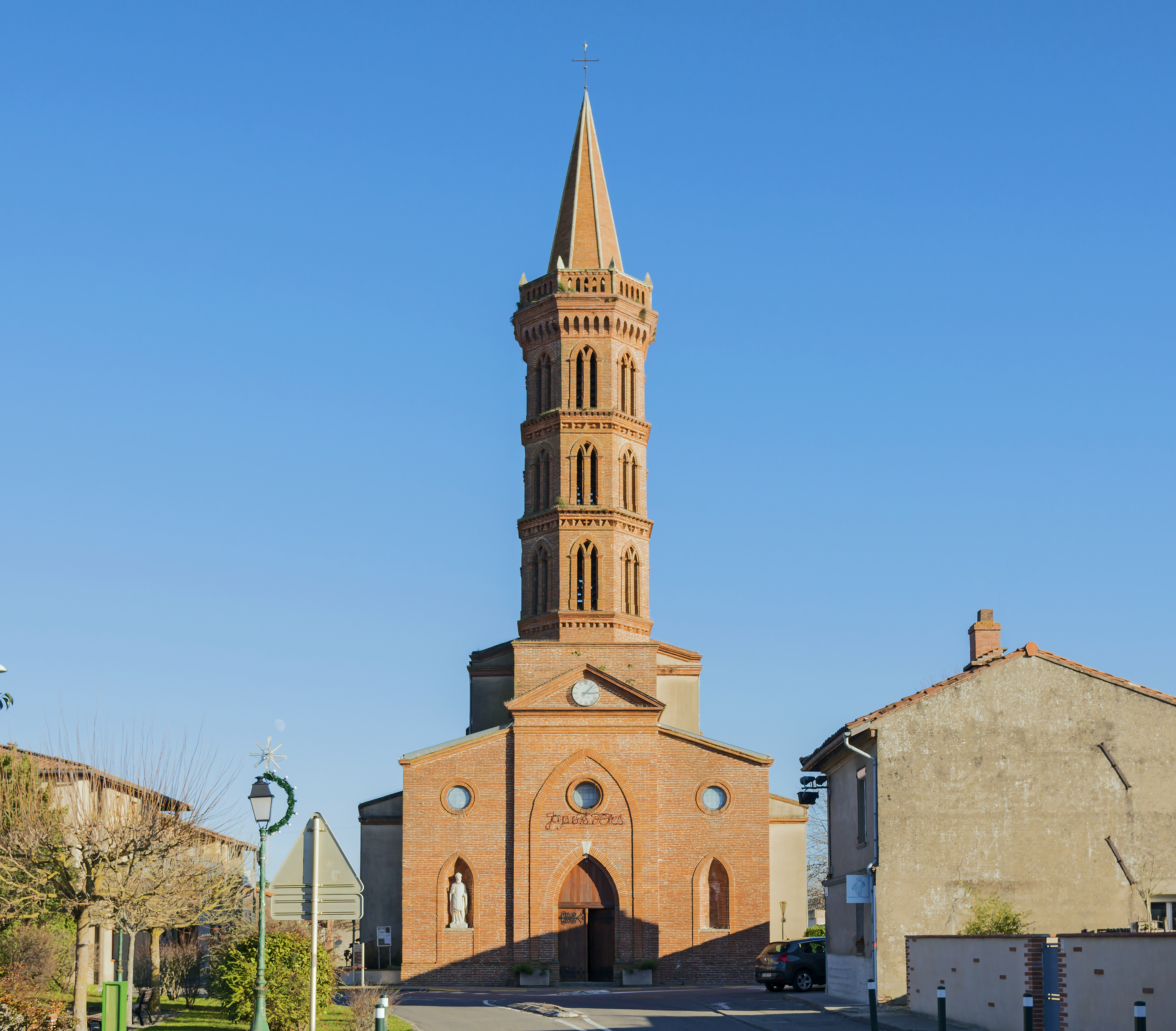
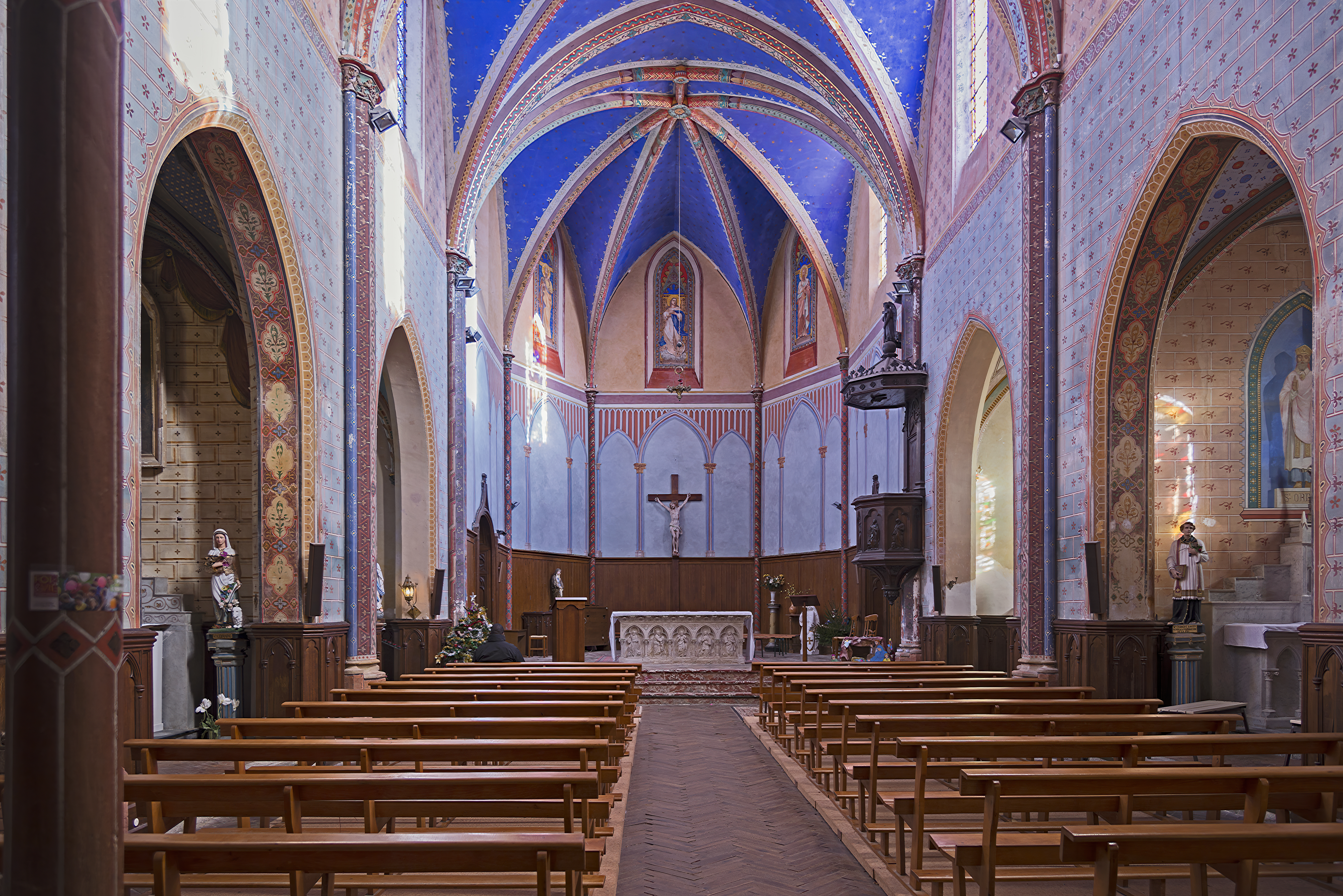
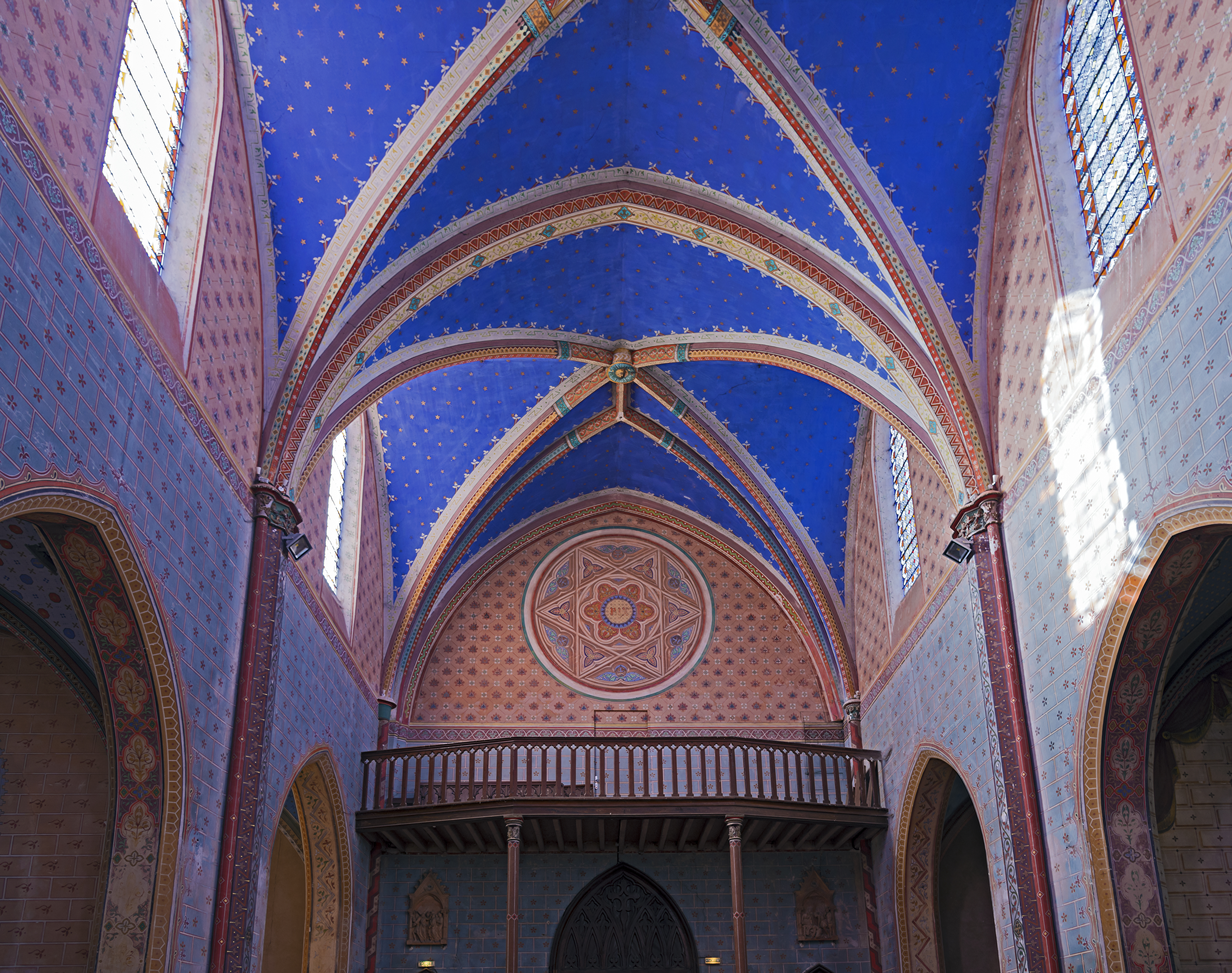